# USS 조지아 (SSGN-729)

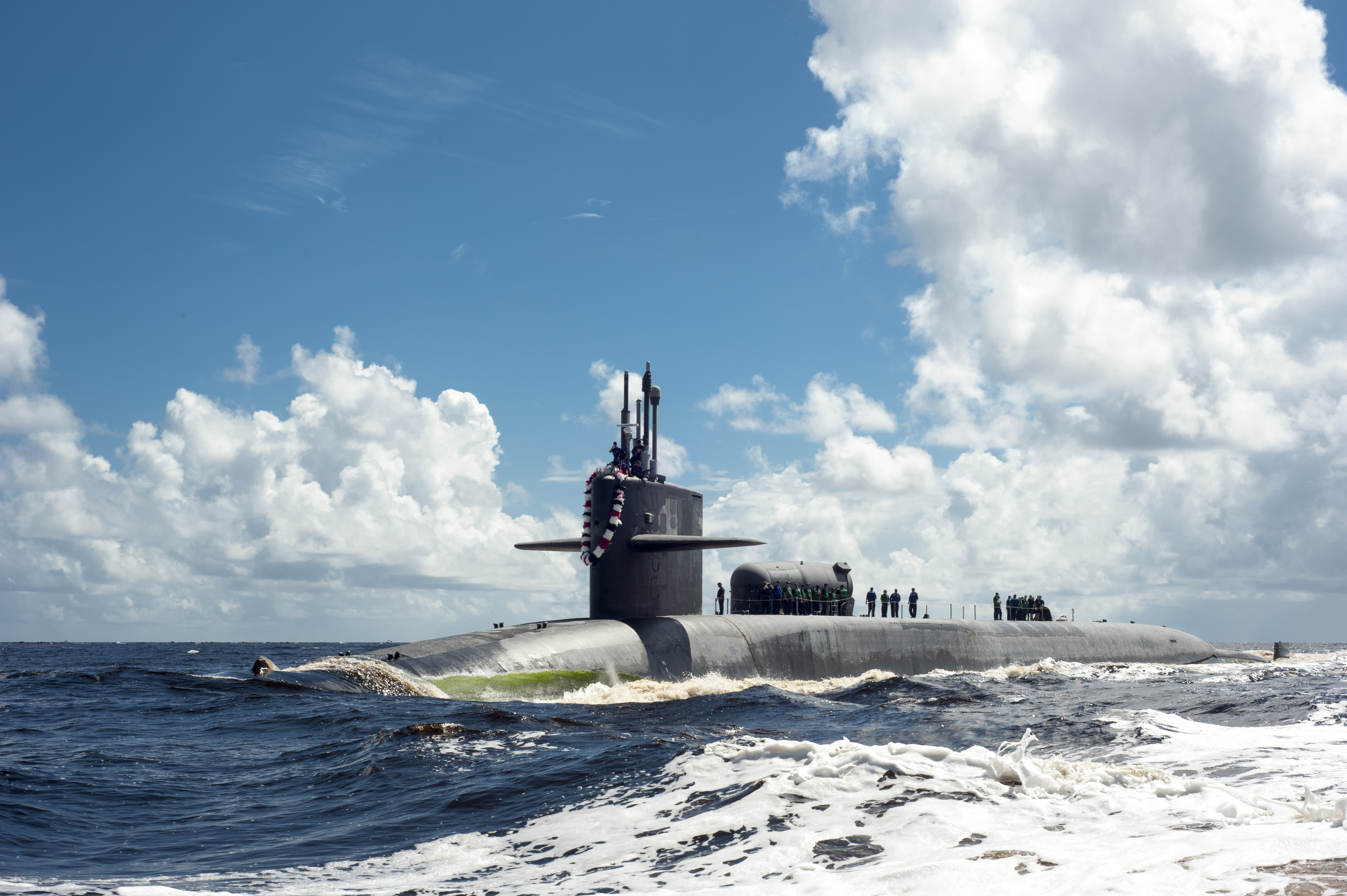

오하이오급 잠수함인 USS 조지아(SSBN-729/SSGN-729)는 미국 조지아주의 이름을 딴 미 해군의 두 번째 함정이다.

## 건조 및 시운전
조선 계약은 1976년 2월 20일 코네티컷주 그로턴에 있는 제너럴 다이내믹스의 전기 보트 부서에 체결되었고 이 배의 용골은 1979년 4월 7일에 기공되었다. 이 배는 1982년 11월 6일 쉴라 M. 왓킨스 부인의 후원으로 진수되었다. 1984년 2월 11일 함대 탄도 미사일 잠수함(SSBN)으로 취역했으며 A. W. 쿠스터 선장은 블루(Blue)급 승무원을 지휘하고 M. P. 그레이 선장은 골드(Gold)급 승무원을 지휘한다. 이 보트는 나중에 미사일 구획에 함대 탄도 미사일 대신 유도 순항 미사일을 운반하기 위해 유도 미사일 잠수함(SSGN)으로 전환되었다.